# クボタスピアーズ船橋・東京ベイ
クボタスピアーズ船橋・東京ベイ（英: KUBOTA Spears Funabashi Tokyo-Bay）は、東京都江戸川区・中央区、千葉県市川市・船橋市・千葉市・市原市・成田市をホストエリアとしてジャパンラグビーリーグワンに所属するラグビーチーム。公式略称は「S東京ベイ」。ファンは、試合会場でオレンジ色の服を着て応援することから「オレンジアーミー」という。練習グラウンドは、クボタ船橋グラウンド（千葉県船橋市）。

## 概要
スピアーズ（槍）という名称は、敵のディフェンスを槍のように突き破り、敵の攻撃を突き刺さるようなタックルで止めてほしいなどからきている。チームのマスコットはユニコーンのスッピー。
練習グラウンドは千葉県船橋市のクボタ京葉工場敷地内にあり、クボタスピアーズラグビー祭（2006年）や、県内の高校生の大会などでも使用されることがある。
ホストゲームのスタジアムは、東京都江戸川区にあるスピアーズえどりくフィールド。2023年4月1日から3年間、江戸川区陸上競技場のネーミングライツを獲得し、この名称となった。
2021年7月16日、新リーグジャパンラグビーリーグワンの1部リーグに振り分けされることになった。リーグ発足当初「東京ベイ」を関するチームは他にもNTTコミュニケーションズ シャイニングアークス東京ベイ浦安 (現・浦安D-Rocks)も存在していたが、「東京ベイ」という略称はこちらを指し（「船橋」や「船橋・東京ベイ」ではない）、一方のチームは「SA浦安」と略されていた。

## えどりく不敗記録
2025年4月26日のリーグワン2024-25シーズン第16節三重ホンダヒート戦において、「スピアーズえどりくフィールド（江戸川区陸上競技場）での試合」が、24戦24勝の不敗記録となった。次にこの会場で対戦するのは、2025-26シーズンとなる。
この記録は、トップリーグ時代の2019年6月22日コカ・コーラレッドスパークス戦で江戸川区陸上競技場を初めて使用し勝利して以来、続くものである（2019年1勝、2021年3勝、2022年5勝、2023年8勝、2024年1勝、2025年6勝）。

## 歴史

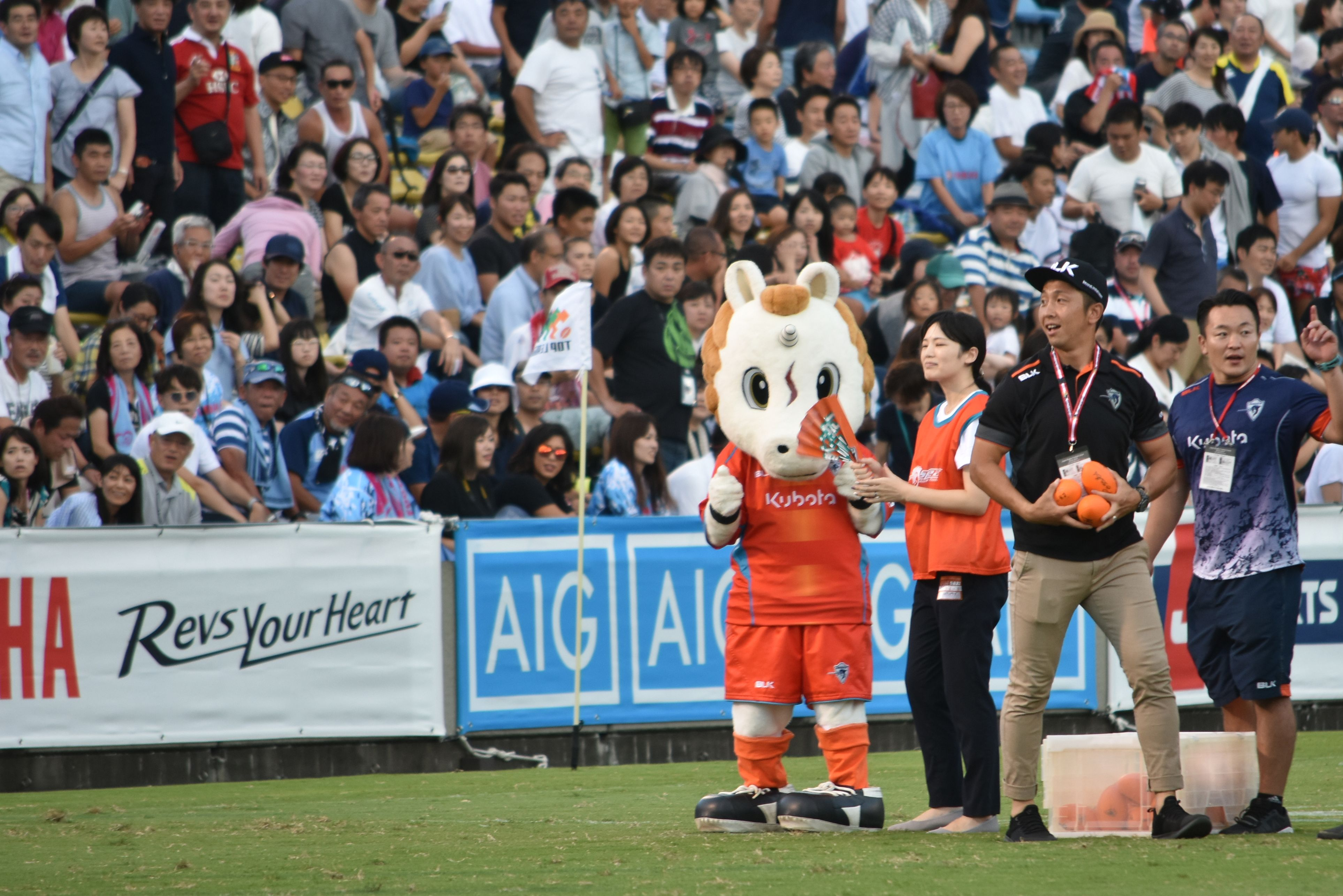
マスコットのスッピー君（秩父宮ラグビー場 2018年9月8日撮影）

- 1978年 - クボタ東京本社のラグビー同好会として結成。
- 1984年 - 関東社会人4部リ－グで優勝。入替戦に勝利し、3部リ－グへの昇格を果たす。
- 1990年 - クボタ創業100周年を機に、「カンパニースポーツ」として本格的な強化を開始。同年、関東社会人3部リ－グで優勝。入替戦に勝利し、2部リ－グへの昇格を果たす。
- 1994年 - 関東社会人2部リ－グで全勝優勝。プレ－オフ戦でも優勝し、関東社会人リーグ1部への昇格を果たす。
- 1996年 - 関東社会人リーグ1部初優勝を果たす。同年、上位リ－グである「東日本社会人リ－グ」への昇格を決める入替戦（対リコー：駒沢競技場）で、終了間際に逆転され、19対22で惜敗。関東社会人リーグ1部残留となる。
- 1997年 - 関東社会人1部リ－グで連続優勝。さらに、全国社会人大会出場決定戦で新日鐵釜石（現：釜石シーウェイブス）を破り、全国社会人ラグビーフットボール大会に初出場する。
- 1998年 - 東日本社会人リ－グへの入替戦に勝利し、関東社会人の最高峰である「東日本社会人リ－グ（全8チ－ム）」に昇格を果たす。さらに、全国社会人大会への連続出場を決める。
- 2000年 - 東日本社会人リ－グ3位、全国社会人ラグビーフットボール大会決勝ト－ナメントに進出。1回戦で豊田自動織機を下し、創部以来の快挙となる全国社会人ベスト8入りを果たすも、準々決勝で神戸製鋼に敗れる。
- 2001年 - 東日本社会人リ－グ3位、全国社会人大会準々決勝においてヤマハ発動機に勝利。全国社会人ベスト4入りを果たし、創部23年目にして初の日本選手権出場を決める。第39回日本選手権1回戦で関東学院大学に勝利。日本ラグビ－界4強となり、創部以来の最高成績を更新。
- 2003年 - 東日本社会人リ－グ4位、全国社会人大会決勝ト－ナメント出場をかけた予選プ－ル（クボタ・近鉄・ヤマハ・九州電力）で、三つ巴の成績（クボタ・近鉄・ヤマハとも2勝1敗）となり、当該チ－ムの獲得トライ数の差により、決勝ト－ナメント出場の夢が絶たれる。
- 2003年9月 - 新たに開幕した「ジャパンラグビートップリーグ」に参加。
- 2005年7月13日 - マスコットキャラクター「スッピー」を発表[2][9]。当時の名称は「スッピー君」[9]。
- 2011年 - トップイーストに降格。
- 2013年 - 3年ぶりにトップリーグに復帰。
- 2016年 - フラン・ルディケをヘッドコーチに、立川理道を主将に置く。この体制が2023年に日本一として結実するが[10][11]、当時、トップリーグの成績は2016年度に12位、2017年度には11位と低迷していた[12]。
- 2020年3月23日 - トップリーグ2020シーズンは、新型コロナウィルス感染症の流行のため途中で中止になり、全チームの順位がつかず終了[13]。
- 2020年9月 - 千葉県成田市及び東京都江戸川区と連携協定を締結[14]。
- 2021年 - 千葉県市原市と連携協定を締結[15]。
- 2021年 - トップリーグ最後の2021シーズンで、 チームは「#オレンジでいこう作戦」 というプロモーションを行い、試合会場で7回にわたりオレンジ色のベースボールシャツを配った。これをきっかけに、ファンを「オレンジアーミー」と呼ぶようになった[1]。
- 2022年 - 新たに開幕したジャパンラグビーリーグワンのDIVISION1（1部リーグ）に参加。リーグ戦12チーム中3位で通過し、上位4チームによるプレーオフの結果、3位となる。
- 2023年4月1日 - ホームグラウンドである江戸川区陸上競技場（略称「えどりく」）のネーミングライツを取得し、「スピアーズえどりくフィールド」となる[16]。
- 2023年5月20日 - リーグワン2022-23優勝。DIVISION1リーグ戦は12チーム中、2位で通過[17] し、この日、プレーオフ決勝戦で、リーグ戦1位通過の埼玉パナソニックワイルドナイツを17-15で下し[18]、部の歴史で初めて社会人優勝（日本一）となった[11][19]。2003年トップリーグ創立以来の優勝チームが、埼玉WK、東京SG、BL東京、神戸Sの4チームに限られていたところに、5チーム目として加わった[20]。
- 2024年（令和6年）1月5日から（計画当初は2023年12月18日から）4月5日まで、ホームグラウンドのスピアーズえどりくフィールドが陸上競技場トラック第三種公認への改修工事のため、2023-24シーズン第1節から同施設を使用せず[21]、第15節（2024年4月27日の試合）から使用する[22]。

## タイトル
最上位リーグ
- JAPAN RUGBY LEAGUE ONE DIVISION1　優勝: 1回（2022-23[23]）

下位リーグ
- トップイーストリーグDiv.1　優勝: 1回 (2012)

7人制大会
- YC&AC JAPAN SEVENS　優勝: 1回 (1998)

## えどりく不敗記録
スピアーズえどりくフィールド（江戸川区陸上競技場）をホームゲームのメイン会場として使用している。
江戸川区陸上競技場を最初に使用したのは、トップリーグ時代の2019年6月22日コカ・コーラレッドスパークス戦である。以後、2021年3勝、2022年5戦5勝、2023年8戦8勝、2024年1戦1勝（この年は工事のため長期にわたり使用できなかった）、2025年も5戦5勝と不敗記録が続き、通算23戦23勝となっている（2025年3月29日現在）。

## 成績

### 全国社会人大会戦績
| 回 | 年度 | 地区   | 成績           | 試 | 勝 | 分 | 敗 | 得  | 失  | 差   | 備考                   |
| -- | ---- | ------ | -------------- | -- | -- | -- | -- | --- | --- | ---- | ---------------------- |
| 50 | 1997 | 東日本 | 予選プール敗退 | 3  | 1  | 0  | 2  | 67  | 110 | -43  | クボタのチーム名で出場 |
| 51 | 1998 | 東日本 | 予選プール敗退 | 3  | 0  | 1  | 2  | 81  | 183 | -102 |                        |
| 53 | 2000 | 東日本 | ベスト8        | 2  | 1  | 0  | 1  | 54  | 64  | -10  |                        |
| 54 | 2001 | 東日本 | ベスト4        | 3  | 2  | 0  | 1  | 93  | 154 | -61  | 日本選手権に出場       |
| 55 | 2002 | 東日本 | 予選プール敗退 | 3  | 2  | 0  | 1  | 113 | 71  | 42   |                        |

### トップリーグ戦績
| シーズン  | 所属リーグ                 | Div. | 順位 | 試合 | 勝利 | 引分 | 敗戦 | 得点 | 失点 | 得失差 | 勝点 | 結果                                                                | カップ戦                      | 日本選手権 |
| --------- | -------------------------- | ---- | ---- | ---- | ---- | ---- | ---- | ---- | ---- | ------ | ---- | ------------------------------------------------------------------- | ----------------------------- | ---------- |
| 2003-2004 | トップリーグ               | 1部  | 8位  | 11   | 4    | 0    | 7    | 262  | 362  | -100   | 22   | リーグ戦：8位                                                       | マイクロソフトカップ：ベスト8 | ベスト8    |
| 2004-2005 | トップリーグ               | 1部  | 6位  | 11   | 5    | 0    | 6    | 277  | 334  | -57    | 27   | リーグ戦：6位                                                       | マイクロソフトカップ：ベスト8 |            |
| 2005-2006 | トップリーグ               | 1部  | 8位  | 11   | 4    | 1    | 6    | 324  | 297  | 27     | 23   | リーグ戦：8位                                                       | マイクロソフトカップ：ベスト4 |            |
| 2006-2007 | トップリーグ               | 1部  | 8位  | 13   | 5    | 2    | 6    | 385  | 402  | -17    | 30   | リーグ戦：8位                                                       |                               |            |
| 2007-2008 | トップリーグ               | 1部  | 8位  | 13   | 5    | 0    | 8    | 265  | 262  | 3      | 26   | リーグ戦：8位                                                       |                               |            |
| 2008-2009 | トップリーグ               | 1部  | 6位  | 13   | 8    | 0    | 5    | 309  | 334  | -25    | 37   | リーグ戦：6位                                                       |                               | ベスト16   |
| 2009-2010 | トップリーグ               | 1部  | 6位  | 13   | 6    | 0    | 7    | 313  | 339  | -26    | 31   | リーグ戦：6位                                                       |                               |            |
| 2010-2011 | トップリーグ               | 1部  | 13位 | 13   | 1    | 1    | 11   | 224  | 443  | -219   | 11   | リーグ戦：13位 トップイーストリーグに自動降格                       |                               |            |
| 2011-2012 | トップイーストリーグ Div.1 | 2部  | 2位  | 9    | 8    | 0    | 1    |      |      |        |      | リーグ戦：2位 トップチャレンジ2＋トップチャレンジ1＋入替戦：残留    |                               |            |
| 2012-2013 | トップイーストリーグ Div.1 | 2部  | 優勝 | 9    | 0    | 0    | 0    |      |      |        |      | リーグ戦：1位 トップチャレンジ1：トップリーグに自動昇格             |                               |            |
| 2013-2014 | トップリーグ               | 1部  | 9位  | 7    | 4    | 0    | 3    | 169  | 173  | -4     | 20   | リーグ戦：1stステージ・プールB・5位                                 |                               |            |
| 2013-2014 | トップリーグ               | 1部  | 9位  | 7    | 5    | 0    | 2    | 166  | 103  | 63     | 27   | リーグ戦：2ndステージ・9位                                          |                               |            |
| 2014-2015 | トップリーグ               | 1部  | 13位 | 7    | 3    | 1    | 3    | 171  | 201  | -30    | 18   | リーグ戦：1stステージ・プールA・5位                                 |                               |            |
| 2014-2015 | トップリーグ               | 1部  | 13位 | 7    | 4    | 0    | 3    | 151  | 127  | 24     | 24   | リーグ戦：2ndステージ・13位 入替戦：残留                            |                               |            |
| 2015-2016 | トップリーグ               | 1部  | 12位 | 7    | 2    | 0    | 5    | 118  | 240  | -122   | 10   | リーグ戦：プールA・6位 順位決定トーナメント：12位                   | プレシーズンリーグ：14位      |            |
| 2016-2017 | トップリーグ               | 1部  | 12位 | 15   | 6    | 1    | 8    | 271  | 387  | -116   | 28   | リーグ戦：12位                                                      |                               |            |
| 2017-2018 | トップリーグ               | 1部  | 11位 | 13   | 6    | 0    | 7    | 305  | 401  | -96    | 26   | リーグ戦：レッドカンファレンス・6位 総合順位決定トーナメント：11位  |                               |            |
| 2018-2019 | トップリーグ               | 1部  | 7位  | 7    | 5    | 0    | 2    | 172  | 119  | 53     | 23   | リーグ戦：ホワイトカンファレンス・3位 総合順位決定トーナメント：7位 | トップリーグカップ：4位       |            |
| 2020      | トップリーグ               | 1部  | －   | －   | －   | －   | －   | －   | －   | －     | －   | 大会中止                                                            | トップリーグカップ：ベスト4   |            |
| 2021      | トップリーグ               | 1部  | 3位  | 7    | 5    | 0    | 2    | 236  | 130  | 106    | 25   | リーグ戦：レッドカンファレンス・3位 プレーオフトーナメント：ベスト4 |                               | ベスト4    |

### JAPAN RUGBY LEAGUE ONE
| シーズン | DIVISION  | 最終順位 | リーグ順位   | 試合数 | 勝点 | 勝 | 分 | 負 | 得点 | 失点 | 得失差 | プレーオフ     | 備考                        |
| -------- | --------- | -------- | ------------ | ------ | ---- | -- | -- | -- | ---- | ---- | ------ | -------------- | --------------------------- |
| 2022     | DIVISION1 | 3位      | 3位/12チーム | 16     | 58   | 12 | 0  | 4  | 555  | 342  | 213    | 3位/4チーム    | [ 28 ] [ 29 ]               |
| 2022-23  | DIVISION1 | 優勝     | 2位/12チーム | 16     | 65   | 14 | 1  | 1  | 636  | 340  | 296    | 優勝/4チーム   | [ 30 ] [ 31 ]               |
| 2023-24  | DIVISION1 | 6位      | 6位/12チーム | 16     | 44   | 8  | 1  | 7  | 554  | 447  | 107    | 出場なし       | [ 32 ]                      |
| 2024-25  | DIVISION1 | 準優勝   | 3位/12チーム | 18     | 69   | 14 | 2  | 2  | 606  | 361  | 245    | 準優勝/6チーム | [ 33 ] [ 34 ] [ 35 ] [ 36 ] |

## 2024-25シーズンの順位
| \| \| JAPAN RUGBY LEAGUE ONE 2024-25 順位表（2025年6月1日時点）出典：[37][38] \| 編集 \| | | | | | | | | | | | | | | | | | |
| リーグ戦 順位 | カンファレンス | チーム | 試合数 | 勝ち点 | 勝 | 分 | 負 | 得点 | 失点 | 得失点差 | T | G | PG | DG | 反則数 | プレーオフ (PO) / 入替戦 | 結果 |
| 優勝 | A | 東芝ブレイブルーパス東京 | 18 | 71 | 15 | 1 | 2 | 741 | 480 | 261 | 110 | 91 | 3 | 0 | 182 | 第13節でPO進出決定 | 優勝 |
| 2位 | B | 埼玉パナソニックワイルドナイツ | 18 | 71 | 14 | 2 | 2 | 727 | 437 | 290 | 99 | 71 | 30 | 0 | 161 | 第14節でPO進出決定 | 準決勝敗退 (4位) |
| 3位 | B | クボタスピアーズ船橋・東京ベイ | 18 | 69 | 14 | 2 | 2 | 606 | 361 | 245 | 87 | 54 | 20 | 1 | 179 | 第14節でPO進出決定 | 準優勝 |
| 4位 | A | 静岡ブルーレヴズ | 18 | 63 | 14 | 0 | 4 | 616 | 504 | 112 | 91 | 64 | 11 | 0 | 223 | 第15節でPO進出決定 | 準々決勝敗退（5位） |
| 5位 | A | コベルコ神戸スティーラーズ | 18 | 51 | 10 | 0 | 8 | 642 | 509 | 133 | 93 | 69 | 13 | 0 | 219 | 第16節でPO進出決定 | 準決勝敗退 (3位) |
| 6位 | B | 東京サントリーサンゴリアス | 18 | 40 | 8 | 2 | 8 | 542 | 568 | -26 | 73 | 48 | 26 | 1 | 179 | 第17節最終戦「横浜E対神戸S」でPO進出決定 | 準々決勝敗退（6位） |
| 7位 | B | リコーブラックラムズ東京 | 18 | 33 | 6 | 0 | 12 | 504 | 521 | -17 | 71 | 46 | 19 | 0 | 201 | | ‐ |
| 8位 | A | 横浜キヤノンイーグルス | 18 | 30 | 6 | 0 | 12 | 518 | 566 | -48 | 73 | 54 | 15 | 0 | 187 | | ‐ |
| 9位 | A | 三菱重工相模原ダイナボアーズ | 18 | 26 | 6 | 0 | 12 | 436 | 653 | -217 | 61 | 43 | 15 | 0 | 232 | | ‐ |
| 10位 | B | トヨタヴェルブリッツ | 18 | 24 | 4 | 1 | 13 | 445 | 617 | -172 | 65 | 42 | 12 | 0 | 214 | | ‐ |
| 11位 | B | 三重ホンダヒート | 18 | 18 | 4 | 0 | 14 | 417 | 711 | -294 | 60 | 39 | 13 | 0 | 208 | 第17節で「11位・入替戦出場」が確定 | 残留 |
| 12位 | A | 浦安D-Rocks | 18 | 14 | 3 | 0 | 15 | 465 | 732 | -267 | 66 | 48 | 13 | 0 | 223 | 第17節で「12位・入替戦出場」が確定 | 残留 |
| | | | | | | | | | | | | | | | | | |
| - 勝ち点は、勝ち4点、引き分け2点、負け0点。 - ただし、7点差以内の負けは1点を付与、3トライ差以上での勝ちは追加で1点を付与。 - 同じ勝ち点である場合は下記の順番で順位を決定する。 1. 勝ち点 2. 勝利数 3. ①および②が同数であったチーム間の勝ち点 4. ①、②および③が同数であったチーム間の得失点差 5. 全試合の得失点差 6. 当該チーム間のトライ数 7. 全試合でのトライ数 8. 当該チーム間のトライ後のゴール数 9. 全試合でのトライ後のゴール数 10. 抽選 | - 勝ち点は、勝ち4点、引き分け2点、負け0点。 - ただし、7点差以内の負けは1点を付与、3トライ差以上での勝ちは追加で1点を付与。 - 同じ勝ち点である場合は下記の順番で順位を決定する。 1. 勝ち点 2. 勝利数 3. ①および②が同数であったチーム間の勝ち点 4. ①、②および③が同数であったチーム間の得失点差 5. 全試合の得失点差 6. 当該チーム間のトライ数 7. 全試合でのトライ数 8. 当該チーム間のトライ後のゴール数 9. 全試合でのトライ後のゴール数 10. 抽選 | - 勝ち点は、勝ち4点、引き分け2点、負け0点。 - ただし、7点差以内の負けは1点を付与、3トライ差以上での勝ちは追加で1点を付与。 - 同じ勝ち点である場合は下記の順番で順位を決定する。 1. 勝ち点 2. 勝利数 3. ①および②が同数であったチーム間の勝ち点 4. ①、②および③が同数であったチーム間の得失点差 5. 全試合の得失点差 6. 当該チーム間のトライ数 7. 全試合でのトライ数 8. 当該チーム間のトライ後のゴール数 9. 全試合でのトライ後のゴール数 10. 抽選 | - 勝ち点は、勝ち4点、引き分け2点、負け0点。 - ただし、7点差以内の負けは1点を付与、3トライ差以上での勝ちは追加で1点を付与。 - 同じ勝ち点である場合は下記の順番で順位を決定する。 1. 勝ち点 2. 勝利数 3. ①および②が同数であったチーム間の勝ち点 4. ①、②および③が同数であったチーム間の得失点差 5. 全試合の得失点差 6. 当該チーム間のトライ数 7. 全試合でのトライ数 8. 当該チーム間のトライ後のゴール数 9. 全試合でのトライ後のゴール数 10. 抽選 | - 勝ち点は、勝ち4点、引き分け2点、負け0点。 - ただし、7点差以内の負けは1点を付与、3トライ差以上での勝ちは追加で1点を付与。 - 同じ勝ち点である場合は下記の順番で順位を決定する。 1. 勝ち点 2. 勝利数 3. ①および②が同数であったチーム間の勝ち点 4. ①、②および③が同数であったチーム間の得失点差 5. 全試合の得失点差 6. 当該チーム間のトライ数 7. 全試合でのトライ数 8. 当該チーム間のトライ後のゴール数 9. 全試合でのトライ後のゴール数 10. 抽選 | - 勝ち点は、勝ち4点、引き分け2点、負け0点。 - ただし、7点差以内の負けは1点を付与、3トライ差以上での勝ちは追加で1点を付与。 - 同じ勝ち点である場合は下記の順番で順位を決定する。 1. 勝ち点 2. 勝利数 3. ①および②が同数であったチーム間の勝ち点 4. ①、②および③が同数であったチーム間の得失点差 5. 全試合の得失点差 6. 当該チーム間のトライ数 7. 全試合でのトライ数 8. 当該チーム間のトライ後のゴール数 9. 全試合でのトライ後のゴール数 10. 抽選 | - 勝ち点は、勝ち4点、引き分け2点、負け0点。 - ただし、7点差以内の負けは1点を付与、3トライ差以上での勝ちは追加で1点を付与。 - 同じ勝ち点である場合は下記の順番で順位を決定する。 1. 勝ち点 2. 勝利数 3. ①および②が同数であったチーム間の勝ち点 4. ①、②および③が同数であったチーム間の得失点差 5. 全試合の得失点差 6. 当該チーム間のトライ数 7. 全試合でのトライ数 8. 当該チーム間のトライ後のゴール数 9. 全試合でのトライ後のゴール数 10. 抽選 | - 勝ち点は、勝ち4点、引き分け2点、負け0点。 - ただし、7点差以内の負けは1点を付与、3トライ差以上での勝ちは追加で1点を付与。 - 同じ勝ち点である場合は下記の順番で順位を決定する。 1. 勝ち点 2. 勝利数 3. ①および②が同数であったチーム間の勝ち点 4. ①、②および③が同数であったチーム間の得失点差 5. 全試合の得失点差 6. 当該チーム間のトライ数 7. 全試合でのトライ数 8. 当該チーム間のトライ後のゴール数 9. 全試合でのトライ後のゴール数 10. 抽選 | - 勝ち点は、勝ち4点、引き分け2点、負け0点。 - ただし、7点差以内の負けは1点を付与、3トライ差以上での勝ちは追加で1点を付与。 - 同じ勝ち点である場合は下記の順番で順位を決定する。 1. 勝ち点 2. 勝利数 3. ①および②が同数であったチーム間の勝ち点 4. ①、②および③が同数であったチーム間の得失点差 5. 全試合の得失点差 6. 当該チーム間のトライ数 7. 全試合でのトライ数 8. 当該チーム間のトライ後のゴール数 9. 全試合でのトライ後のゴール数 10. 抽選 | - 勝ち点は、勝ち4点、引き分け2点、負け0点。 - ただし、7点差以内の負けは1点を付与、3トライ差以上での勝ちは追加で1点を付与。 - 同じ勝ち点である場合は下記の順番で順位を決定する。 1. 勝ち点 2. 勝利数 3. ①および②が同数であったチーム間の勝ち点 4. ①、②および③が同数であったチーム間の得失点差 5. 全試合の得失点差 6. 当該チーム間のトライ数 7. 全試合でのトライ数 8. 当該チーム間のトライ後のゴール数 9. 全試合でのトライ後のゴール数 10. 抽選 | - 勝ち点は、勝ち4点、引き分け2点、負け0点。 - ただし、7点差以内の負けは1点を付与、3トライ差以上での勝ちは追加で1点を付与。 - 同じ勝ち点である場合は下記の順番で順位を決定する。 1. 勝ち点 2. 勝利数 3. ①および②が同数であったチーム間の勝ち点 4. ①、②および③が同数であったチーム間の得失点差 5. 全試合の得失点差 6. 当該チーム間のトライ数 7. 全試合でのトライ数 8. 当該チーム間のトライ後のゴール数 9. 全試合でのトライ後のゴール数 10. 抽選 | - 勝ち点は、勝ち4点、引き分け2点、負け0点。 - ただし、7点差以内の負けは1点を付与、3トライ差以上での勝ちは追加で1点を付与。 - 同じ勝ち点である場合は下記の順番で順位を決定する。 1. 勝ち点 2. 勝利数 3. ①および②が同数であったチーム間の勝ち点 4. ①、②および③が同数であったチーム間の得失点差 5. 全試合の得失点差 6. 当該チーム間のトライ数 7. 全試合でのトライ数 8. 当該チーム間のトライ後のゴール数 9. 全試合でのトライ後のゴール数 10. 抽選 | - 勝ち点は、勝ち4点、引き分け2点、負け0点。 - ただし、7点差以内の負けは1点を付与、3トライ差以上での勝ちは追加で1点を付与。 - 同じ勝ち点である場合は下記の順番で順位を決定する。 1. 勝ち点 2. 勝利数 3. ①および②が同数であったチーム間の勝ち点 4. ①、②および③が同数であったチーム間の得失点差 5. 全試合の得失点差 6. 当該チーム間のトライ数 7. 全試合でのトライ数 8. 当該チーム間のトライ後のゴール数 9. 全試合でのトライ後のゴール数 10. 抽選 | - 勝ち点は、勝ち4点、引き分け2点、負け0点。 - ただし、7点差以内の負けは1点を付与、3トライ差以上での勝ちは追加で1点を付与。 - 同じ勝ち点である場合は下記の順番で順位を決定する。 1. 勝ち点 2. 勝利数 3. ①および②が同数であったチーム間の勝ち点 4. ①、②および③が同数であったチーム間の得失点差 5. 全試合の得失点差 6. 当該チーム間のトライ数 7. 全試合でのトライ数 8. 当該チーム間のトライ後のゴール数 9. 全試合でのトライ後のゴール数 10. 抽選 | - 勝ち点は、勝ち4点、引き分け2点、負け0点。 - ただし、7点差以内の負けは1点を付与、3トライ差以上での勝ちは追加で1点を付与。 - 同じ勝ち点である場合は下記の順番で順位を決定する。 1. 勝ち点 2. 勝利数 3. ①および②が同数であったチーム間の勝ち点 4. ①、②および③が同数であったチーム間の得失点差 5. 全試合の得失点差 6. 当該チーム間のトライ数 7. 全試合でのトライ数 8. 当該チーム間のトライ後のゴール数 9. 全試合でのトライ後のゴール数 10. 抽選 | - 勝ち点は、勝ち4点、引き分け2点、負け0点。 - ただし、7点差以内の負けは1点を付与、3トライ差以上での勝ちは追加で1点を付与。 - 同じ勝ち点である場合は下記の順番で順位を決定する。 1. 勝ち点 2. 勝利数 3. ①および②が同数であったチーム間の勝ち点 4. ①、②および③が同数であったチーム間の得失点差 5. 全試合の得失点差 6. 当該チーム間のトライ数 7. 全試合でのトライ数 8. 当該チーム間のトライ後のゴール数 9. 全試合でのトライ後のゴール数 10. 抽選 | - 上位6チームは、プレーオフへ進出。 - 1位と2位には、 プレーオフ1回戦が免除され、 準々決勝から出場するシード権が与えられる。 - 11位はDIVISION2の2位と、 12位はDIVISION2の1位と、 それぞれ入替戦を行う。 | - 上位6チームは、プレーオフへ進出。 - 1位と2位には、 プレーオフ1回戦が免除され、 準々決勝から出場するシード権が与えられる。 - 11位はDIVISION2の2位と、 12位はDIVISION2の1位と、 それぞれ入替戦を行う。 |
| | JAPAN RUGBY LEAGUE ONE 2024-25 順位表（2025年6月1日時点）出典： | 編集 | | | | | | | | | | | | | | | |

## 2025-26シーズンのスコッド
開幕前、2025-26シーズンでの選手登録までは、「チームに所属している選手」の一覧に過ぎないことに留意。
カテゴリA（日本代表の実績または資格あり）は、試合登録枠17名以上、同時出場可能枠11名以上。カテゴリB（日本代表の資格獲得見込み）は、試合登録枠・同時出場可能枠ともに任意。カテゴリC（他国代表歴あり等、カテゴリ A, B以外）は、試合登録枠3名以下。
クボタスピアーズ船橋・東京ベイの2025-26シーズンのスコッドは下記のとおり。2025年6月4日現在。
ヘッドコーチ: フラン・ルディケ
| 選手                             | ポジション               | 身長  | 体重  | 誕生日（年齢）         | 登録区分  |
| -------------------------------- | ------------------------ | ----- | ----- | ---------------------- | --------- |
| 甲斐登生                         | プロップ                 | 184cm | 115kg | 2000年12月8日（24歳）  | カテゴリA |
| 加藤一希                         | プロップ                 | 185cm | 115kg | 1994年12月7日（30歳）  | カテゴリA |
| 紙森陽太                         | プロップ                 | 172cm | 105kg | 1999年4月26日（26歳）  | カテゴリA |
| オペティ・ヘル                   | プロップ                 | 190cm | 127kg | 1998年7月22日（26歳）  | カテゴリA |
| 山本剣士                         | プロップ                 | 186cm | 115kg | 1997年9月17日（27歳）  | カテゴリA |
| 海士広大                         | プロップ                 | 172cm | 102kg | 1994年10月7日（30歳）  | カテゴリA |
| 才田智                           | プロップ                 | 180cm | 114kg | 1993年6月7日（31歳）   | カテゴリA |
| 北川賢吾                         | プロップ                 | 178cm | 110kg | 1992年8月27日（32歳）  | カテゴリA |
| イジー・ソード                   | プロップ                 | 190cm | 120kg | 2001年6月7日（23歳）   | カテゴリA |
| 為房慶次朗                       | プロップ                 | 180cm | 108kg | 2001年9月3日（23歳）   | カテゴリA |
| マルコム・マークス               | フッカー                 | 189cm | 117kg | 1994年7月13日（30歳）  | カテゴリC |
| スカルク・エラスマス             | フッカー                 | 184cm | 109kg | 1998年4月16日（27歳）  | カテゴリB |
| 福田陸人                         | フッカー                 | 174cm | 95kg  | 1999年12月9日（25歳）  | カテゴリA |
| 大熊克哉                         | フッカー                 | 171cm | 95kg  | 1995年12月23日（29歳） | カテゴリA |
| 江良颯                           | フッカー                 | 170cm | 106kg | 2001年9月18日（23歳）  | カテゴリA |
| メルヴェ・オリヴィエ             | ロック                   | 194cm | 108kg | 2002年10月9日（22歳）  | カテゴリB |
| タイラー・ポール                 | ロック                   | 195cm | 111kg | 1995年1月20日（30歳）  | カテゴリA |
| デーヴィッド・ヴァンジーランド   | ロック                   | 196cm | 116kg | 2000年2月11日（25歳）  | カテゴリA |
| デーヴィッド・ブルブリング       | ロック                   | 199cm | 113kg | 1989年9月12日（35歳）  | カテゴリA |
| 玉置将也                         | ロック                   | 188cm | 100kg | 1998年12月22日（26歳） | カテゴリA |
| ルアン・ボタ                     | ロック                   | 205cm | 120kg | 1992年1月10日（33歳）  | カテゴリA |
| 堀部直壮                         | ロック                   | 191cm | 101kg | 1997年4月17日（28歳）  | カテゴリA |
| 青木祐樹                         | ロック                   | 188cm | 105kg | 1992年2月23日（33歳）  | カテゴリA |
| アキラ・イエレミア               | ロック                   | 194cm | 116kg | 2001年11月14日（23歳） | カテゴリA |
| 浅井勇暉                         | ロック                   | 187cm | 107kg | 2002年10月30日（22歳） | カテゴリA |
| ハリー・ウィラード               | ロック/フランカー        | 190cm | 110kg | 2003年11月18日（21歳） | カテゴリA |
| オリー・ストーンハム             | フランカー               | 193cm | 106kg | 2001年2月16日（24歳）  | カテゴリB |
| 梁本旺義                         | フランカー               | 180cm | 95kg  | 2000年9月18日（24歳）  | カテゴリA |
| 末永健雄                         | フランカー               | 178cm | 98kg  | 1994年7月31日（30歳）  | カテゴリA |
| ピーター・ラピース・ラブスカフニ | フランカー               | 189cm | 106kg | 1989年1月11日（36歳）  | カテゴリA |
| ファウルア・マキシ               | フランカー               | 187cm | 112kg | 1997年1月20日（28歳）  | カテゴリA |
| トゥパフィナウ                   | フランカー               | 190cm | 115kg | 1989年9月23日（35歳）  | カテゴリA |
| 上ノ坊悠馬                       | フランカー               | 183cm | 100kg | 2002年7月14日（22歳）  | カテゴリA |
| 梁川賢吉                         | ロック/フランカー        | 188cm | 100kg | 2001年12月10日（23歳） | カテゴリA |
| アシペリ・モアラ                 | ナンバー8                | 185cm | 115kg | 1998年6月28日（26歳）  | カテゴリA |
| ブリン・ホール                   | スクラムハーフ           | 183cm | 93kg  | 1992年2月3日（33歳）   | カテゴリB |
| 古賀駿汰                         | スクラムハーフ           | 180cm | 85kg  | 1997年3月21日（28歳）  | カテゴリA |
| 岡田一平                         | スクラムハーフ           | 165cm | 75kg  | 1994年2月16日（31歳）  | カテゴリA |
| 藤原忍                           | スクラムハーフ           | 171cm | 76kg  | 1999年2月8日（26歳）   | カテゴリA |
| 谷口和洋                         | スクラムハーフ           | 164cm | 73kg  | 1995年2月5日（30歳）   | カテゴリA |
| 溝渕元気                         | スクラムハーフ           | 169cm | 75kg  | 2001年12月28日（23歳） | カテゴリA |
| 押川敦治                         | スタンドオフ             | 175cm | 87kg  | 1999年5月22日（26歳）  | カテゴリA |
| バーナード・フォーリー           | スタンドオフ             | 182cm | 89kg  | 1989年9月8日（35歳）   | カテゴリC |
| 岸岡智樹                         | スタンドオフ             | 178cm | 85kg  | 1997年9月22日（27歳）  | カテゴリA |
| ジニングスツヨシ                 | ウイング                 | 176cm | 86kg  | 2003年5月5日（22歳）   | カテゴリA |
| 松下怜央                         | ウイング                 | 183cm | 93kg  | 2001年1月31日（24歳）  | カテゴリA |
| 木田晴斗                         | ウイング                 | 176cm | 90kg  | 1999年4月9日（26歳）   | カテゴリA |
| 根塚洸雅                         | ウイング                 | 173cm | 82kg  | 1998年9月15日（26歳）  | カテゴリA |
| 山崎洋之                         | ウイング                 | 174cm | 85kg  | 1998年3月8日（27歳）   | カテゴリA |
| 島田悠平                         | ウイング                 | 183cm | 87kg  | 1997年12月25日（27歳） | カテゴリA |
| 二村莞司                         | センター                 | 180cm | 87kg  | 2001年1月14日（24歳）  | カテゴリA |
| リカス・プレトリアス             | センター                 | 193cm | 104kg | 1999年1月15日（26歳）  | カテゴリB |
| テアウパシオネ                   | センター                 | 183cm | 97kg  | 1992年7月9日（32歳）   | カテゴリA |
| 立川理道                         | センター                 | 180cm | 93kg  | 1989年12月2日（35歳）  | カテゴリA |
| 廣瀬雄也                         | センター                 | 179cm | 92kg  | 2001年4月7日（24歳）   | カテゴリA |
| 近藤翔耶                         | センター                 | 180cm | 90kg  | 2002年9月1日（22歳）   | カテゴリA |
| ハラトア・ヴァイレア             | フルバック               | 187cm | 105kg | 1999年2月14日（26歳）  | カテゴリA |
| ゲラード・ファンデンヒーファー   | フルバック               | 192cm | 102kg | 1989年4月13日（36歳）  | カテゴリA |
| ショーン・スティーブンソン       | フルバック               | 190cm | 92kg  | 1996年11月14日（28歳） | カテゴリC |
| 山田響                           | ユーティリティーバックス | 174cm | 82kg  | 2001年5月2日（24歳）   | カテゴリA |

## 過去の所属選手
- アイブスジャスティン
- 赤塚隆
- 阿部博典
- アンダーソン・ネーサン
- イサイア・トエアヴァ
- 伊藤宏明
- 伊藤有司
- 伊藤邦行
- 稲橋良太
- 井上大介
- 井上卓哉
- 岩上篤史
- 岩佐賢人
- 岩爪航
- 内田啓太
- エロネ・タキタキ
- 太田祐介
- 大塚健太郎
- 荻原要
- オツコロカトニ
- カート・モラス
- 株木貴幸
- 川向瑛
- 金昊範
- グラント・ハッティング
- 桑江健一郎
- 合谷和弘
- 古賀太貴
- 後藤満久
- 小堀弘朝
- 今野達朗
- 四至本侑城
- 鹿田翔平
- 新関世志輝
- 白井竜馬
- 杉本博昭
- 鈴木康太
- 鈴木貴士
- 清野輝俊
- 柴原英孝
- シェーン・ドゥラーム
- ジャバ・ブレグヴァゼ
- ジャン・ドロースト
- セイララ・マプスア
- 積賢佑
- 孫昇己
- タウモハパイホネティ
- 高野彬夫
- 高橋銀太郎
- 高橋拓朗
- 高森一輝
- 立川直道
- 田中健太
- ダミアン・マクイナリ
- 田村玲一
- ダンリアム
- 手塚洋成
- 天坂裕也
- ドウェイン・フェルミューレン
- トゥキリ・ロテ・ダウラアコ
- トウタイ・ケフ
- 友永恭平
- 中田翔太
- ニック・ロス
- 二ノ丸友幸
- 渡海谷保
- 西田英樹
- バーガー・オーデンダール
- 萩澤正太
- バツベイシオネ
- パトリック・オズボーン
- ファレヌイ・ハウェラ
- フィナウ・フィリペサーリ
- フリッツ・タバナ
- ホラニ龍シオアペラトゥー
- 前川泰慶
- マット・サンダース
- マナコ朗仁
- 宮田拓哉
- 望月諒
- 茂木隼人
- 森功至
- 森脇秀幸
- ヤコ・クリエル
- 山神孝志
- 山口貴豊
- 吉田真吾
- 吉田英之
- ライアン・クロッティ
- ライオネル・マプー
- 羅官榮
- ルイ・シュラウダー
- ルイ・フーシェ

【2024年5月退団↓】
- 杉本博昭
- 千葉雄太
- 近藤英人
- 永富晨太郎
- 金秀隆
- 岡山仙治
- オトジョシュア輝恵
- 侭田洋翔
- トニー・ハント
- JD・シカリング
- デイン・コールズ
- 大嶌一平
- ヘルウヴェ

【2025年5月退団↓】
- 松波昭哉
- 松井丈典
- 土谷深浩

【2025年6月退団↓】
- スカルク・エラスマス